# Hermann von Graevenitz
Hermann Georg Wilhelm Alexander von Graevenitz (* 28. Mai 1815 in Potsdam; † 25. Oktober 1890 in Leipzig) war ein deutscher Reichsgerichtsrat und Reichstagsabgeordneter.

## Leben

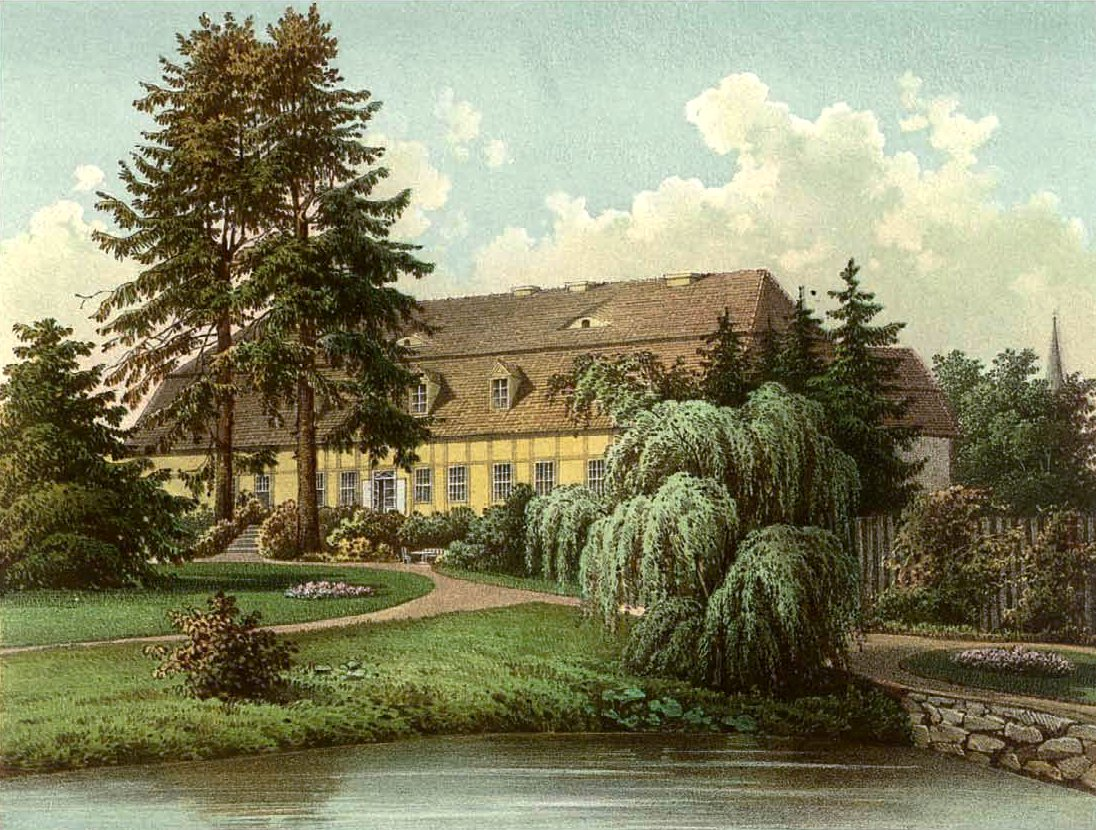
Gut Frehne um 1864/65, Sammlung Alexander Duncker

Graevenitz wurde auf dem väterlichen Gute Frehne in der Kreis Ostprignitz erzogen, seine Eltern waren Wilhelmine Neuhauß (1792–1887) und des Landrates Wilhelm von Graevenitz. Er selbst besuchte das Gymnasium in Salzwedel und die Klosterschule Roßleben. Er studierte in Berlin und Bonn Rechts- und Staatswissenschaften. 1836 wurde er Mitglied des Corps Borussia Bonn. In Berlin und Stettin war er Referendar, 1843 wurde er Oberlandesgerichtsassessor und 1844 Kreisgerichtsassessor in Franzburg. 1849 wurde er Kreisrichter in Greifswald und 1852 Staatsanwalt in Lübben (Spreewald). 1853 wurde er in gleicher Eigenschaft nach Elbing versetzt, 1857 zum ersten Staatsanwalt in Danzig und 1862 zum Oberstaatsanwalt in Marienwerder befördert, 1870 wurde er zum Obertribunalrat, 1879 zum Reichsgerichtsrat ernannt. 1883 wurde er nach 46-jähriger Dienstzeit in den Ruhestand versetzt.
Graevenitz war Mitglied des Preußischen Abgeordnetenhauses 1853/54 sowie 1855–1857 für die Konservative Partei (Preußen). 1877–1881 war er Mitglied des Reichstages. 1881 verzichtete er wegen seiner Pflichten als Richter am Reichsgericht auf die Wiederwahl für die Legislaturperiode 1881–1884. Er wurde von 1884 bis 1890 von Neuem für den Wahlkreis Regierungsbezirk Potsdam 2 (Ostprignitz) gewählt.
Hugo von Graevenitz und Georg von Graevenitz waren seine Brüder.